# Tom Hughes (actor)
Tom Hughes (Chester, Cheshire, 18 de abril de 1985) es un actor británico. Es conocido por sus papeles como el Príncipe Alberto de Sajonia-Coburgo-Gotha en la serie Victoria (2016-2019) y Joe Lambe en el drama de la BBC The Game (2014). Aparece también en Cemetery Junction (2011), Red Joan (2018), The Laureate (2021) y Shepherd (2021).

## Vida
Hughes nació y creció en Upton-by-Chester, Cheshire, es el menor de dos hermanos. Asistió al grupo de teatro juvenil Liverpool Everyman. Fue miembro del Cheshire Youth Theatre y de la Jigsaw Music Theatre Company. Se graduó de la Real Academia de Arte Dramático (RADA) en 2008 con una Licenciatura en Actuación. Hughes es el ex guitarrista de la banda indie Quaintways. Su padre Roy es músico.

## Carrera actoral
Hughes comenzó su carrera en 2009 como el Dr. Harry Ingrams en la serie derivada de la BBC Casualty 1909 y como Jonty Millingden en el drama Trinity de ITV. Hizo su debut cinematográfico al año siguiente como Chaz Jankel en la película biográfica de Ian Dury Sex & Drugs & Rock & Roll y Bruce Pearson en la comedia dramática Cemetery Junction, la última de las cuales le valió una nominación al BIFA como Revelación más prometedora. También apareció en la producción de Young Vic de Sweet Nothings de David Harrower dirigida por Luc Bondy.
En el 2011, Hughes fue nombrado uno de los 42 Brits to Watch de BAFTA. Interpretó al alumno abogado Nick Slade en la serie 1 del drama legal Silk de BBC One y apareció en la película para televisión de la BBC Page Eight junto a Ralph Fiennes y Rachel Weisz. Hughes luego apareció en la entrega de Ricardo II de la antología televisiva The Hollow Crown como Aumerle.
En el 2013, protagonizó la película BFI/BBC, basada en la novela premiada, 8 Minutes Idle como el papel principal de Dan Thomas. Hizo una aparición especial como Michael Rogers en un episodio de Marple de Agatha Christie.
De 2016 a 2019, Hughes interpretó al Príncipe Alberto junto a Jenna Coleman como el personaje titular del drama de época de ITV, Victoria. Protagonizó la película Red Joan del 2019 junto a Judi Dench. En 2019, se anunció que Hughes interpretaría el papel recurrente de Christopher Marlowe en la segunda serie de A Discovery of Witches.

## Filmografía

### Cine
| Año  | Título                    | Interpreta                          | Notas        |
| ---- | ------------------------- | ----------------------------------- | ------------ |
| 2009 | Tortoise                  | Charlie                             | Cortometraje |
| 2009 | Storage                   | Jason                               | Cortometraje |
| 2010 | Sex & Drugs & Rock & Roll | Chaz Jankel                         |              |
| 2010 | Cemetery Junction         | Bruce Pearson                       |              |
| 2013 | About Time                | Jimmy Kincade                       |              |
| 2013 | 8 Minutes Idle            | Dan Thomas                          |              |
| 2013 | Columbite Tantalite       | Mark                                | Cortometraje |
| 2014 | I Am Soldier              | Sergeant / Trooper Mickey Tomlinson |              |
| 2015 | Dare to Be Wild           | Christy Collard                     |              |
| 2015 | The Incident              | Joe                                 |              |
| 2016 | London Town               | Johnny                              |              |
| 2016 | Realive                   | Marc Jarvis                         |              |
| 2017 | Madame                    | Steven Fredericks                   |              |
| 2018 | Red Joan                  | Leo Galich                          |              |
| 2021 | Infinite                  | Abel                                |              |
| 2021 | Shepherd                  | Eric Black                          |              |
| 2021 | The Laureate              | Robert Graves                       |              |

### Televisión
| Año       | Título                       | Interpreta         | Notas                          |
| --------- | ---------------------------- | ------------------ | ------------------------------ |
| 2009      | Casualty 1909                | Dr Harry Ingrams   | 6 episodios                    |
| 2009      | Trinity                      | Jonty Millington   | 8 episodios                    |
| 2011      | Page Eight                   | Ralph Wilson       | película para televisión       |
| 2011      | Silk                         | Nick Slade         | 6 episodios                    |
| 2012      | Richard II                   | Aumerle            | película para televisión       |
| 2013      | The Lady Vanishes            | Max                | película para televisión       |
| 2013      | Dancing on the Edge          | Julian             | 5 episodios                    |
| 2013      | Agatha Christie's Marple     | Michael Rogers     | Episodio: Endless Night        |
| 2014      | Derek                        | Andy 'The Fit Guy' | 1 episodio                     |
| 2014      | The Game                     | Joe Lambe          | Principal                      |
| 2016      | Neil Gaiman's Likely Stories | Eddie Barrow       | Episodio: "Feeders and Eaters" |
| 2016–2019 | Victoria                     | Príncipe Alberto   | Principal                      |
| 2017      | Paula                        | James Morecroft    | Recurrente; 3 episodios        |
| 2020      | A Discovery of Witches       | Kit Marlowe        | Recurrente                     |
| 2022      | The English                  | Thomas Trafford    | 5 episodios                    |
| 2024      | Franklin                     | Paul Wentworth     | Miniserie; 6 episodios         |
| 2024      | Those About to Die           | Tito               | 10 episodios                   |